# Gregory Bittman

Bischofswappen von Gregory Bittman

Gregory John Matthew Bittman (* 5. März 1961 in Hamilton) ist ein kanadischer Geistlicher und römisch-katholischer Bischof von Nelson.

## Leben
Gregory Bittman empfing am 15. August 1996 die Priesterweihe.
Papst Benedikt XVI. ernannte ihn am 14. Juli 2012 zum Weihbischof in Edmonton und Titularbischof von Caltadria. Die Bischofsweihe spendete ihm der Erzbischof von Edmonton, Richard William Smith, am 3. September desselben Jahres; Mitkonsekratoren waren Thomas Kardinal Collins, Erzbischof von Toronto, und Joseph Neil MacNeil, Alterzbischof von Edmonton.
Papst Franziskus ernannte ihn am 13. Februar 2018 zum Bischof von Nelson. Die Amtseinführung fand am 25. April desselben Jahres statt.